# Arrondissement de Schweinfurt
Pour les articles homonymes, voir Schweinfurth.
L'arrondissement de Schweinfurt est un arrondissement  ("Landkreis" en allemand) de Bavière   (Allemagne) situé dans le district ("Regierungsbezirk" en allemand) de Basse-Franconie. Son chef-lieu est Schweinfurt.

## Villes, communes & communautés d'administration
(nombre d'habitants en 2006)
| - Städte - Gerolzhofen (6 629) - Märkte - Oberschwarzach (1 406) - Stadtlauringen (4 412) - Werneck (10 651) - Verwaltungsgemeinschaften - Gerolzhofen (Ville de Gerolzhofen, Markt Oberschwarzach, communes Dingolshausen, Donnersdorf, Frankenwinheim, Lülsfeld, Michelau i.Steigerwald et Sulzheim) - Schwanfeld (Communes Schwanfeld et Wipfeld) - Gemeindefreie Gebiete (35,29 km²) - Bürgerwald (8,04 km²) - Geiersberg (0,79 km²) - Hundelshausen (11,12 km²) - Nonnenkloster (1,21 km²) - Stollbergerforst (4,18 km²) - Vollburg (1,46 km²) - Wustvieler Forst (8,49 km²) | - Gemeinden - Bergrheinfeld (5 021) - Dingolshausen (1 250) - Dittelbrunn (7 432) - Donnersdorf (1 916) - Euerbach (3 082) - Frankenwinheim (1 002) - Geldersheim (2 566) - Gochsheim (6 322) - Grafenrheinfeld (3 346) - Grettstadt (4 190) - Kolitzheim (5 498) - Lülsfeld (815) - Michelau im Steigerwald (1 145) - Niederwerrn (7 936) - Poppenhausen (4 122) - Röthlein (4 858) - Schonungen (8 184) - Schwanfeld (1 980) - Schwebheim (4 108) - Sennfeld (4 020) - Sulzheim (2 014) - Üchtelhausen (3 973) - Waigolshausen (2 882) - Wasserlosen (3 452) - Wipfeld (1 143) |